# Zapnijcie pasy
Zapnijcie pasy (wł. Allacciate le cinture) – włoski komediodramat z 2014 w reżyserii Ferzana Özpetka z Kasią Smutniak i Francesco Arcą w rolach głównych, o więzi łączącej dwoje małżonków.

## Nagrody
Obraz otrzymał nominację do nagrody David di Donatello w 2014 w aż jedenastu kategoriach. W tym samym roku przyznano mu nagrodę Nastro d’argento w trzech kategoriach: najlepszy aktor protagonista (Kasia Smutniak), najlepszy aktor drugoplanowy (Paola Minaccioni) oraz najlepszy dyrektor castingu (Pino Pellegrino). Do tej nagrody nominowany był też w czterech innych kategoriach, m.in. dla reżysera najlepszego filmu (Ferzan Özpetek). Kompozytor Pasquale Catalano otrzymał w 2014 nagrodę Ciak d'oro za najlepszą ścieżkę dźwiękową. Do tej samej nagrody obraz był nominowany jeszcze w czterech innych kategoriach.

## Fabuła
Lecce, rok 2000. Życie wystawia dwoje małżonków na ciężką próbę. Chociaż postronnym może wydawać się, iż związek Eleny i Antonia dawno już utracił żar pierwotnego magnetyzmu, gdy kobiecie przychodzi zmierzyć się z chorobą, okazuje się, iż jej mąż staje na wysokości zadania, i oboje podejmują walkę z potężnym wrogiem.

## Obsada
W filmie wystąpili m.in.:
- Kasia Smutniak jako Elena
- Francesco Arca jako Antonio
- Filippo Scicchitano jako Fabio
- Carolina Crescentini jako Silvia
- Francesco Scianna jako Giorgio
- Carla Signoris jako Anna
- Elena Sofia Ricci jako Viviana (Dora)
- Paola Minaccioni jako Egle
- Giulia Michelini jako Diana
- Luisa Ranieri jako Maricla